# 林健鋒
林健鋒，大紫荊勳賢，GBS，MBE，JP（1951年10月23日—），廣東南海人，成長於香港，香港立法會議員，循功能界別商界（第一），代表香港總商會自動當選進入立法會，亦為行政會議成員。
林健鋒本身是永和實業董事長，亦是香港總商會理事，香港工業總會理事及珠三角工業協會名譽會長。他亦曾經擔任廉政公署事宜投訴委員會主席以及香港按揭證券有限公司非執行董事。2011年他獲香港特區政府授予金紫荊星章。他還擔任第十一屆，第十二屆及第十三屆全國政協委員。2022年末，多名經民聯議員被委任全國政協身份，但資歷較深厚的林未獲續任，無緣2023年3月北京兩會。
林健鋒曾擔任之公職還包括西九文化區管理局董事局成員、公務員薪俸及服務條件常務委員會委員、關愛基金督導委員會成員、機場管理局成員及撲滅罪行委員會委員。
林健鋒早年於香港島西營盤生活，曾就讀聖士提反書院附屬小學和聖若瑟書院。讀至中四時轉到美國入讀高中，並在中學畢業後考入美國塔夫斯大學（Tufts University）的機械工程學系。林健鋒的父親林亮是永和實業創辦人、代理變形金剛起家。兒子是林凱章，2021年8月當選成為香港特别行政區選舉委員會商界（第一）委員。

## 政治聯繫
林健鋒曾為自由黨黨員，他在2008年9月18日獲提名接替田北俊任自由黨主席，但在2008年10月8日突然與梁君彥、梁劉柔芬宣布退黨，主席最終由劉健儀所擔任。
2012年10月7日，林健鋒與六名建制派立法會議員成立「香港經濟民生聯盟」，他成為創始聯盟副主席。10月17日，林健鋒與葉劉淑儀作為第二批獲委任加入當屆梁振英政府行政會議的立法會議員，成為16位非官守議員之一，被指代表著工商界之權益。

## 爭議
2014年3月21日，林健鋒在觀塘裁判法院被裁定危險駕駛罪名成立，被判罰款8,000元及停牌6個月。案情指林健鋒在2013年7月1日出席香港巨蛋音樂節時於九龍灣宏照道與祥業街交界危險駕駛，期間曾經逆線行駛200米及衝紅燈。
2014年4月17日審計報告批評「盛事基金」撥款「香港龍獅節」向關連組織採購服務卻無申報，涉利益衝突。獲政府注資2.5億元的盛事基金被指成效欠佳及監管混亂，盛事基金評審委員會主席、經民聯立法會議員林健鋒指有人向廉署舉報盛事基金贊助的「香港龍獅節」涉嫌欺詐是「擺政治姿態」，又聲言部分傳媒報道不盡不實。昨向廉署舉報事件的民主黨總幹事林卓廷還擊，斥林健鋒不知反省，竟不批評龍獅節召集人陳鑑林涉嫌欺詐，反而批評傳媒及其舉報，是顛倒是非，逃避監管失職的責任，令人遺憾。
2015年12月9日，當林健鋒在立法會大會上正準備就一項口頭質詢發言時，陳志全突然要求點算法定人數，打斷了他的發言。之後，林健鋒在座位上說出了「冚家」的粗言穢語。由於當時座位上的麥克風還未有關掉，故此該詞語在多個立法會直播節目中清楚地廣播。

## 名下馬匹
林健鋒為香港賽馬會會員，曾與陳永棋共同擁有馬匹「奇峰」。

## 榮譽
- 2004年 銀紫荊星章[12]
- 2011年 金紫荊星章
- 2023年 大紫荊勛章

## 資料來源
1. ↑  .   [2025-05-05]. （原始内容存档于2025-07-01）.
2. 1 2 3  . 《明報》. 2012年10月17日  [2012-10-22]. （原始内容存档于2023年1月18日）.
3. ↑  . 《巴士的報》. 2023年1月18日  [2023-01-18]. （原始内容存档于2023年3月14日）.
4. ↑  . 東周刊. 2009-09-24  [2019-03-07]. （原始内容存档于2020-12-10）.
5. ↑  . 《文匯報》. 2021年9月21日  [2021-09-21]. （原始内容存档于2023年2月7日）.
6. ↑  .   [2008-09-18]. （原始内容存档于2008-09-21）.
7. ↑  .   [2008-10-08]. （原始内容存档于2008-10-11）.
8. ↑  .   [2012-10-07]. （原始内容存档于2014-11-29）.
9. ↑  .   [2015-02-24]. （原始内容存档于2020-08-06）.
10. ↑  林卓廷批評林健鋒轉移視線 的存檔，存档日期2014-04-19.
11. ↑  .   [2015-12-10]. （原始内容存档于2016-02-11）.
12. ↑  . 文匯報. 2004-07-01  [2020-10-18]. （原始内容存档于2020-11-02）.

## 外部連結
- 個人網頁
- 雅虎香港專欄商界鋒雲」 （页面存档备份，存于）
- 香港立法會：林健鋒議員
- 永和實業有限公司董事長 - 林健鋒